# Cornaphis populi
Cornaphis populi är en insektsart som beskrevs av David D. Gillette 1913. Cornaphis populi ingår i släktet Cornaphis och familjen långrörsbladlöss. Inga underarter finns listade i Catalogue of Life.